# Cantone di Le Chesnay
Il Cantone di Le Chesnay è una divisione amministrativa degli arrondissement di Saint-Germain-en-Laye e Versailles.
A seguito della riforma complessiva dei cantoni del 2014 è passato da 2 a 6 comuni.

## Composizione
Prima della riforma del 2014 comprendeva i comuni di:
- Le Chesnay
- Rocquencourt

Dal 2015 comprende i comuni di:
- Bailly
- Bougival
- La Celle-Saint-Cloud
- Le Chesnay
- Louveciennes
- Rocquencourt